# Narycia lasiocola
Narycia lasiocola är en fjärilsart som beskrevs av Edward Meyrick 1893. Narycia lasiocola ingår i släktet Narycia och familjen säckspinnare. Inga underarter finns listade i Catalogue of Life.